# Amfibrach
| Dvojslabičné | Dvojslabičné                |
| ------------ | --------------------------- |
| ◡ –          | jamb                        |
| – ◡          | trochej                     |
| –            | spondej                     |
| Trojslabičné |                             |
| ◡            | tribrachys                  |
| – ◡          | daktyl                      |
| ◡ – ◡        | amfibrach                   |
| ◡ –          | anapest                     |
| Kombinované  |                             |
| – ◡ – ◡      | daktylotrochej              |
| Legenda      |                             |
| –            | dlouhá, přízvučná slabika   |
| ◡            | krátká, nepřízvučná slabika |

Amfibrach (z řec. amphíbrachys, oboustranně krátký) je v metrice stopa, skládající se ze tří slabik, v pořadí nepřízvučná-přízvučná-nepřízvučná (či v časoměrném verši krátká-dlouhá-krátká).
V českém sylabotónickém verši jsou amfibrachy realizovány jako katalektické daktyly s předrážkou (přízvučné slabiky jsou vyznačeny tučně):
„... ať zářilo slunce, ať večer se šeřil,

já semknutou brvou jsem vrahy ty měřil...“
(Petr Bezruč: Kdo na moje místo?)
Amfibrachický verš (z důvodu přízvuku, který je umístěn na předposlední slabice) je typický pro polskou literaturu:
Grał w lesie Matysek na skrzypkach z jedliny —
I wygrał, i wygrał — płacz zmarłej dziewczyny.
O, płaczu bezbrzeżny, dlaczego tak płaczesz?
Dlaczego w pnie drzewne, jak we drzwi, kołaczesz?
Zapomnij o klęsce, a świat się odmieni, —
I rosą spłyń w zieleń, i spocznij w zieleni!
(Bolesław Leśmian, Matysek)